# Акчурін Касим Олександрович
Касим Олександрович Акчурін (рос. Касим Александрович Акчурин; нар. 9 жовтня 1943, Батумі, Грузинська РСР) — радянський футболіст та російський тренер, вситупав на позиціях півзахисника та нападника. Майстер спорту СРСР (1966).

## Життєпис
Вихованець юнацької футбольної школи «Темп» (перший тренер — М. Морозов), яка представляла Дагестан на Всесоюзних змаганнях у 1958—1960 роках. Один з найталановитіших футболістів того часу в республіці. У 1965 році перейшов у ростовський СКА, за який провів три матчі у вищій лізі. У 1966 році разом з Олександром Щукіним перебрався в орджонікідзенський «Спартак». У 1967 році грав в іншому клубі вищої ліги, луганській «Зорі» (13 ігор). Далі грав у свердловському «Уралмаші» і грозненському «Тереку». Завершував кар'єру в рідному «Динамо». Після завершення кар'єри довгий час працював тренером «Динамо», а також суддею регіональної категорії.

## Особисте життя
Народився в Батумі, але в післявоєнні роки його сім'я переїхала до Махачкали. Дід Касима був капітаном прикордонної застави в Батумі. Батько, Олександр Акчурін, загинув на фронті.